# Алуніш (Муреш)
Алуніш (рум. Aluniș) — село у повіті Муреш в Румунії. Адміністративний центр комуни Алуніш.
Село розташоване на відстані 290 км на північ від Бухареста, 43 км на північний схід від Тиргу-Муреша, 94 км на схід від Клуж-Напоки.

## Населення
За даними перепису населення 2002 року у селі проживали 2036 осіб.
Національний склад населення села:
| Національність | Кількість осіб | Відсоток |
| -------------- | -------------- | -------- |
| угорці         | 1307           | 64,2%    |
| румуни         | 388            | 19,1%    |
| цигани         | 341            | 16,7%    |

Рідною мовою назвали:
| Мова      | Кількість осіб | Відсоток |
| --------- | -------------- | -------- |
| угорська  | 1306           | 64,1%    |
| румунська | 638            | 31,3%    |
| циганська | 91             | 4,5%     |